# Bretton Woodssystemet

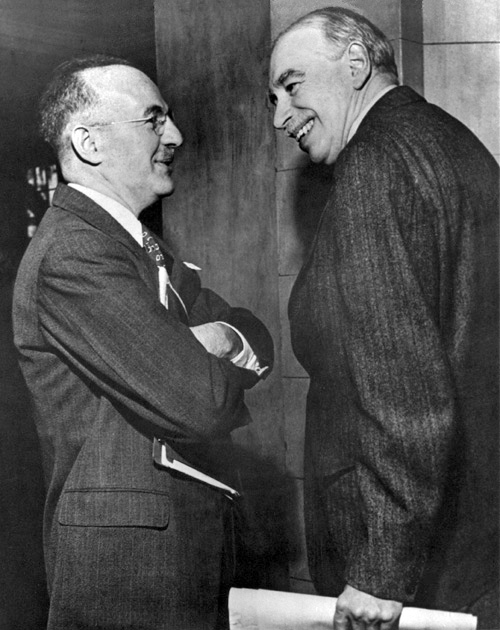
Harry Dexter White och John Maynard Keynes under Bretton Woodskonferensen.

Bretton Woodssystemet var ett fastkurssystem där växlingskursen för länders valutor gentemot den amerikanska dollarn fastslogs och mellan 1945 och 1971 reglerade det växelkurserna för medlemsländerna i Internationella valutafonden (IMF).

## Bretton Woodskonferensen
I juli 1944 hölls en internationell konferens i den lilla staden Bretton Woods, New Hampshire, USA, med deltagare från 44 stater. Där beslutade man att inrätta Internationella valutafonden samt Bretton Woodssystemet, det senare kom att användas fram till början av 1970-talet.

## Systemet
Avtalet innebar att medlemsländerna anslöt sig till ett fastkurssystem, där växlingskursen för landets valuta gentemot den amerikanska dollarn fastslogs. USA garanterade i stället ett fast inlösenpris av dollarn i guld. Kursförändringar fick enbart ske för att justera för "grundläggande obalans" i betalningsbalansen. I praktiken innebar avtalet ett slut för upprepade och drastiska devalveringar av lokala valutor i jakt på konkurrenskraft på exportmarknaden. Tidigare valutarestriktioner kunde också hävas, med följd att internationell handel kunde öka.
Konferensdeltagarna konstaterade att 1930-talets importbegränsningar, drastiska och upprepade devalveringar av lokala valutor i jakt på konkurrenskraft på exportmarknaden samt hårda valutarestriktioner för medborgarna hade varit starkt bidragande orsaker till den minskade världshandeln, vilket i sin tur lett till ökad arbetslöshet och försämrad levnadsstandard. Konkurrensen skulle bestå, men byggas på samarbete och vissa gemensamma grunder. Så småningom slöts ett handelsavtal, General Agreement on Tariffs and Trade, GATT, med siktet inställt på utökad och underlättad handel. Redan ett år senare kunde dock Internationella valutafonden inrättas, med uppdrag att bevaka det internationella valutasystemet, försäkra stabila valutakurser och uppmuntra medlemsländerna att avskaffa handelshinder.
Särskilda dragningsrätter (SDR) skapades 1969 för att stötta Bretton Woodssystemet med fasta växelkurser, men systemet avbröts 1971, när USA beslutade att inte längre garantera dollarvärdet med ett fast inlösenpris i guld, kallat "Nixonchocken". Då hade USA redan 1968 låtit dollarns växelkurs flyta. Orsakerna fanns bland annat i det för USA:s räkning oerhört kostsamma Vietnamkriget. Resultatet blev att även andra valutor med tidigare fasta kurser flöt. Bretton Woodssystemet upphörde formellt 1973, efter fåfänga försök att åter stabilisera nyckelvalutor.

## Europeiska monetära systemet
Bretton Woodssystemets kollaps 1971 fick stora konsekvenser för det monetära systemet i Västeuropa. Direkt efter systemets kollaps var många av de europeiska valutorna bundna till US-dollarn med fluktuationsband på ±2,25 procent. Detta innebar dock att växelkurserna mellan de europeiska valutorna kunde fluktuera med upp till ±5 procent. För att minska växelkursfluktuationerna (vilka ansågs skadliga för handel och tillväxt) knöts valutorna inom Europeiska gemenskaperna istället direkt mot varandra genom den så kallade valutaormen i mars 1972. Systemet ersattes 1979 av Europeiska monetära systemet, som senare ledde fram till införandet av euron den 1 januari 1999.

### Fotnoter
1. ↑  Jan Andersson (13 januari 2001). ”Bretton Woods gav stabilitet åt marknaden” (på svenska). Sydsvenskan. https://www.sydsvenskan.se/2001-01-13/bretton-woods-gav-stabilitet-at-marknaden. Läst 1 september 2019.